# قائمة زملاء الجمعية الملكية المنتخبين في 1665
هذه الصفحة تعرض قائمة زملاء الجمعية الملكية المُنتخبين لعام 1665.

## الزملاء
- Thomas Blount (b. 1604)
- Sir Philippe Carteret (1642–1672)
- Sir Richard Corbet (1640–1683)
- دانيال كوكس (طبيب) (1640–1730)
- John Dolben (1625–1686)
- Vital de Dumas (1665–1675)
- Sir William Hayward (1617–1704)
- Humphrey Henchman (1592–1675)
- ويليام هوارد  [لغات أخرى]‏ (1612–1680)
- تشارلز هوارد (دبلوماسي) (1629–1685)
- Edward Hyde (1609–1674)
- Hugues Louis De Lionne (b. 1665)
- George Monck (1608–1670)
- Edward Montagu (1602–1671)
- صموئيل بيبس (1633–1703)
- روبرت الرايني (1619–1682)
- Richard Sackville (1622–1677)
- غيلبرت شيلدون (قسيس) (1598–1677)
- Richard Stearne (1596–1683)
- Malachy Thruston (1628–1701)
- Sir Theodore de Vaux (1628–1694)
- جيمس الثاني ملك إنجلترا (1633–1701)
- Ferdinand Albert (1636–1687)
- تشارلز الثاني ملك إنجلترا (1630–1686)